# Distretto di Ben Srour
Il distretto di Ben Srour è un distretto della Provincia di M'Sila, in Algeria.

## Comuni
Il distretto di Ben Srour comprende 4 comuni:
- Ben Srour
- Ouled Slimane
- Zarzour
- Mohammed Boudiaf